# Coco avant Chanel
Coco avant Chanel is een biografische dramafilm uit 2009 onder regie van Anne Fontaine. Het verhaal beschrijft de levensloop van Gabrielle Chanel in aanloop naar haar wereldwijde doorbraak als modeontwerpster Coco Chanel, zoals weergegeven in het boek L'Irrégulière ou mon itinéraire Chanel van schrijfster Edmonde Charles-Roux.
Coco avant Chanel werd genomineerd voor onder meer de Academy Award voor beste kostuums, vier BAFTA Awards, drie European Film Awards en zes Césars. De film won daadwerkelijk de César voor beste kostuums en een World Soundtrack Award voor de filmmuziek van Alexandre Desplat.

## Verhaal
De tienjarige Gabrielle Chanel (Lisa Cohen) wordt in 1893 naar een door nonnen geleid weeshuis in Aubazine gebracht. Ze wacht vanaf dat moment elke zondag buiten tot haar vader haar komt ophalen, maar ze ziet hem nooit meer terug. In het weeshuis leert ze naaien.
Vijftien jaar later werkt Chanel (Audrey Tautou) als naaister in een winkeltje. In de avonden zingt ze samen met haar 'zus' Adrienne (Marie Gillain) in een bar liedjes over een vermist hondje genaamd 'Coco'. Na het zingen gaan zij en Adrienne met de pet rond. Wanneer op een avond Adriennes vrijer Maurice de Nexon (Yan Duffas) tot het publiek behoort, stelt die Gabrielle voor aan zijn vriend, de rijke erfgenaam Étienne Balsan (Benoît Poelvoorde). Hoewel Chanel zich afsluit voor emotionele omgang met anderen sinds haar vader haar verliet, is Balsan vanaf de eerste ontmoeting onder de indruk van haar. Hij noemt haar ondanks haar protesten nooit Gabrielle, maar Coco, naar haar liedje. Chanel wil graag variété-artieste worden. Omdat Balsan contacten heeft bij het theater Alcazar gaat ze met hem uit en naar bed.
Chanels droom om samen met Adrienne op te treden in het Alcazar valt in duigen. Adrienne gaat zich verloven met De Nexon en verhuist met hem naar Parijs. In haar eentje maakt Chanel niet genoeg indruk op de door Balsan voor haar geregelde auditie en wordt afgewezen. Balsan gaat terug naar zijn huis in Compiègne. Ze reist hem achterna en klopt onaangekondigd aan op zijn landgoed met de smoes dat ze in de buurt is om haar zus te bezoeken. Van Balsan mag ze twee dagen bij hem logeren. Wanneer die tijd om is, slikt hij niettemin met plezier haar volgende smoes om langer te blijven. Zo ontmoet Chanel de vrienden en vriendinnen van Balsan afkomstig uit de gegoede kringen waarin hij zich beweegt. Eén daarvan is toneelspeelster Émilienne d'Alençon (Emmanuelle Devos), voor wie Chanel kleren begint te maken en hoeden ontwerpt. D'Alençon is zo verguld met de resultaten dat zij ook haar vriendinnen meeneemt naar Chanel.
Wanneer Balsan bezoek krijgt van zijn Engelse vriend Arthur 'Boy' Capel (Alessandro Nivola), slaat de vonk tussen hem en Chanel over. Ze worden verliefd. Capel vraagt daarom aan Balsan of hij Chanel een paar dagen mee mag nemen naar Deauville. Omdat Balsan zijn ware gevoelens voor haar niet toe wil geven, stemt hij daarin toe. Capel neemt Chanel mee naar het strand en uit dansen in het casino. Daar draagt ze een jurk die een kleermaker volledig naar haar aanwijzingen heeft vermaakt. Ze heeft de tijd van haar leven. Chanel had zich voorgenomen om nooit verliefd te worden, maar gaat Adrienne vertellen dat het toch is gebeurd. Balsan hoort van Capel dat het wederzijds is en vindt dat hij haar een geheim moet vertellen. Capel is een bastaardzoon en daarom geen erfgenaam van het familiefortuin. Daarom is hij voornemens te trouwen met een rijke Engelse. Omdat hij herhaaldelijk nalaat Chanel dit te vertellen, doet Balsan het. Capel bezweert Chanel dat zijn voorgenomen bruiloft alleen een regeling is en er tussen hun niets hoeft te veranderen, maar dat ziet Chanel niet zitten.
Balsan stelt de verdrietige Chanel voor om met haar te trouwen. Hij wil haar met liefde en plezier de rest van haar leven onderhouden. Chanel slaat zijn aanbod af. Ze gaat alleen naar Parijs om haar fortuin te maken als hoedenontwerpster. Ze is wel gesteld geraakt op Balsan en verzekert hem dat ze hem zal missen. Capel zegt toe voor haar garant te willen staan bij de bank, zodat ze een lening kan krijgen om haar eigen winkel mee te beginnen. Wanneer hij haar daar later opzoekt, blijken ze nog evenveel voor elkaar te voelen als voorheen. Daarom stelt Capel voor om twee maanden samen door te brengen in een huis dat hij daarvoor zal huren. Op een roze wolk neemt Chanel afscheid van hem wanneer hij wegrijdt in zijn wagen. Chanel bezoekt samen met Balsan een toneelvoorstelling waar D'Alençon in speelt, wanneer Adrienne haar daar op komt zoeken. Ze heeft slecht nieuws. Capel is omgekomen bij een auto-ongeluk. Vanaf dat moment stort ze zich op haar ontwerpwerk, waarvoor Capel haar de kans heeft geboden en waarvoor ze de erkenning vindt die haar voldoening geeft.

## Rolverdeling
| - Audrey Tautou - Gabrielle 'Coco' Chanel - Benoît Poelvoorde - Étienne Balsan - Alessandro Nivola - Arthur 'Boy' Capel - Marie Gillain - Adrienne - Emmanuelle Devos - Emilienne d'Alençon - Régis Royer - Alec | - Yan Duffas - Maurice de Nexon - Roch Leibovici - Jean - Lisa Cohen - Gabrielle Chanel (als tienjarige) - Inès Bessalem - Adrienne Chanel (als tienjarige) - Marie Parouty - Sophie - Jean-Chrétien Sibertin-Blanc - Raymond |